# ラ・ショー＝ド＝フォン
ラ・ショー=ド=フォン（フランス語：La Chaux-de-Fonds）は、スイスのヌーシャテル州にある基礎自治体（コミューン）。
スイス時計製造業の代表的都市である。

## 概要
スイスとフランスの北西の自然的・文化的国境地域をなすジュラ山脈の南麓にある山間の町として始まったラ・ショー=ド=フォンは、現在、スイスのフランス語圏では、ジュネーヴ、ローザンヌに次いで、第3位の人口を有する都市である。
時計産業の中心地として知られており、ジラール・ペルゴ、タグ・ホイヤー、 エベラールなどが本社を置く。また、世界最大規模の時計の博物館である国際時計博物館が設けられている。
中央市街は18世紀末、大火事によって灰燼に帰したが、19世紀に優れて計画的な再建が図られ、碁盤目状の整然とした市街（計画都市市街）として復興した。この市街は隣接するル・ロックルの中心市街とともに「ラ・ショー＝ド＝フォンとル・ロックル、時計製造業の都市計画」の名で2009年にユネスコの世界遺産に登録された。また、ラ・ショー＝ド＝フォンは、2003年、国際産業遺産保存委員会 (TICCIH) 産業遺産の製造業部門に登録されている。

## 出身人物
ラ・ショー＝ド＝フォンは、近代建築の巨匠で、10スイス・フラン紙幣にも描かれているル・コルビュジエの出身地でもあり、初期の住宅作品などが残っている。そのうち、ジャンヌレ＝ペレ邸は、「ル・コルビュジエの建築作品-近代建築運動への顕著な貢献-」の一つとしてユネスコ世界遺産の暫定リストに記載されていた時期がある（最終的には除外）。

## スポーツ
- FCラ・ショー＝ド＝フォン

1894年に創設された、ラ･ショー=ド=フォンを本拠地に置くサッカークラブチーム。過去には3度のトップリーグ制覇と、6度のスイスカップ制覇の経験を持つ。現在は国内2部相当のチャレンジリーグに所属している。

## 探訪

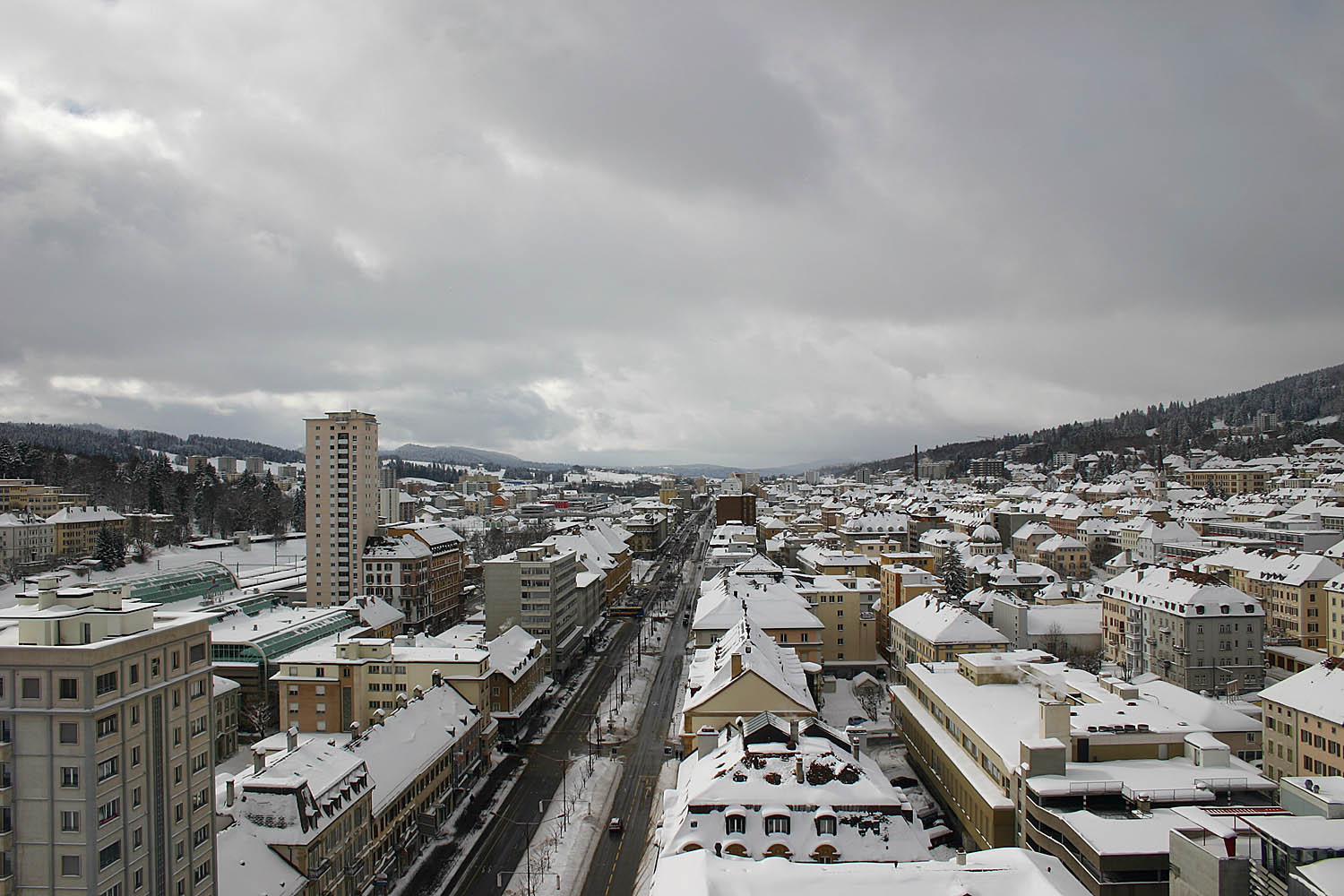
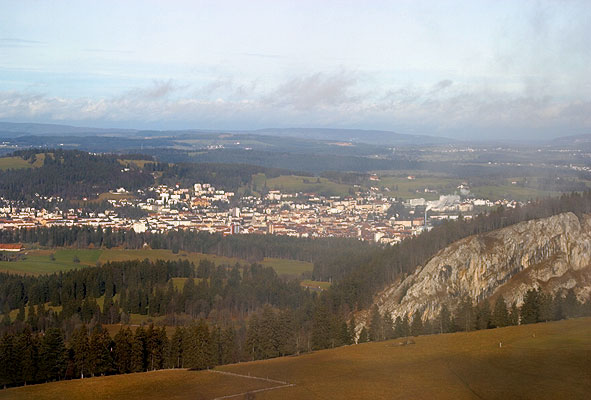
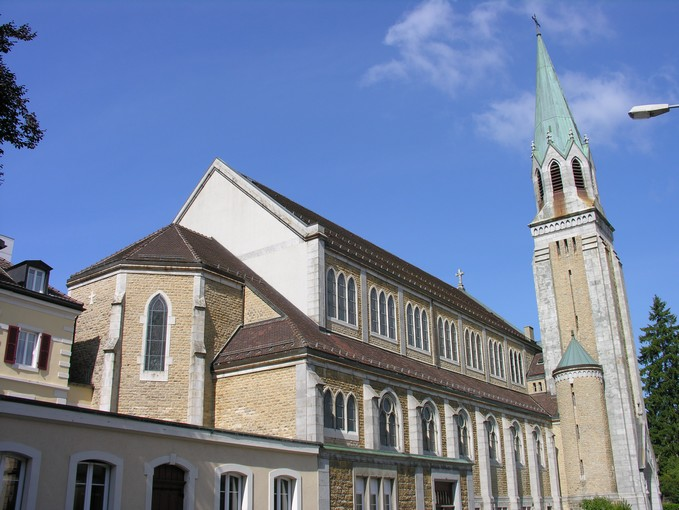

- 冬のラ・ショー=ド=フォン
- ラ・ショー=ド=フォンと周辺地域
- ラ・ショー=ド=フォン・サクレクール教会 (Chaux de Fonds Sacré Coeur)